# Culture de Tachtyk
La culture de Tachtyk est une culture archéologique de l'Âge du fer, établie entre les Ier siècle av. J.-C. et IVe siècle de notre ère dans la dépression de Minoussinsk, au sud de la ville moderne de Krasnoïarsk, dans l'est de l'oblast de Kemerovo. Elle succède dans la même région à la culture de Tagar,.

## Historique
La culture de Tachtyk fut mise au jour par l'archéologue russe Sergueï Teplooukhov (en), qui émit l'hypothèse d'une appartenance indo-européenne initiale, les Ienisseï kirghizes n'arrivant dans la région que vers le IIIe siècle. Cette culture tire son nom de sépultures trouvées sur les rives de la rivière Tachtyk, près du village de Bateni sur l'Ienisseï.

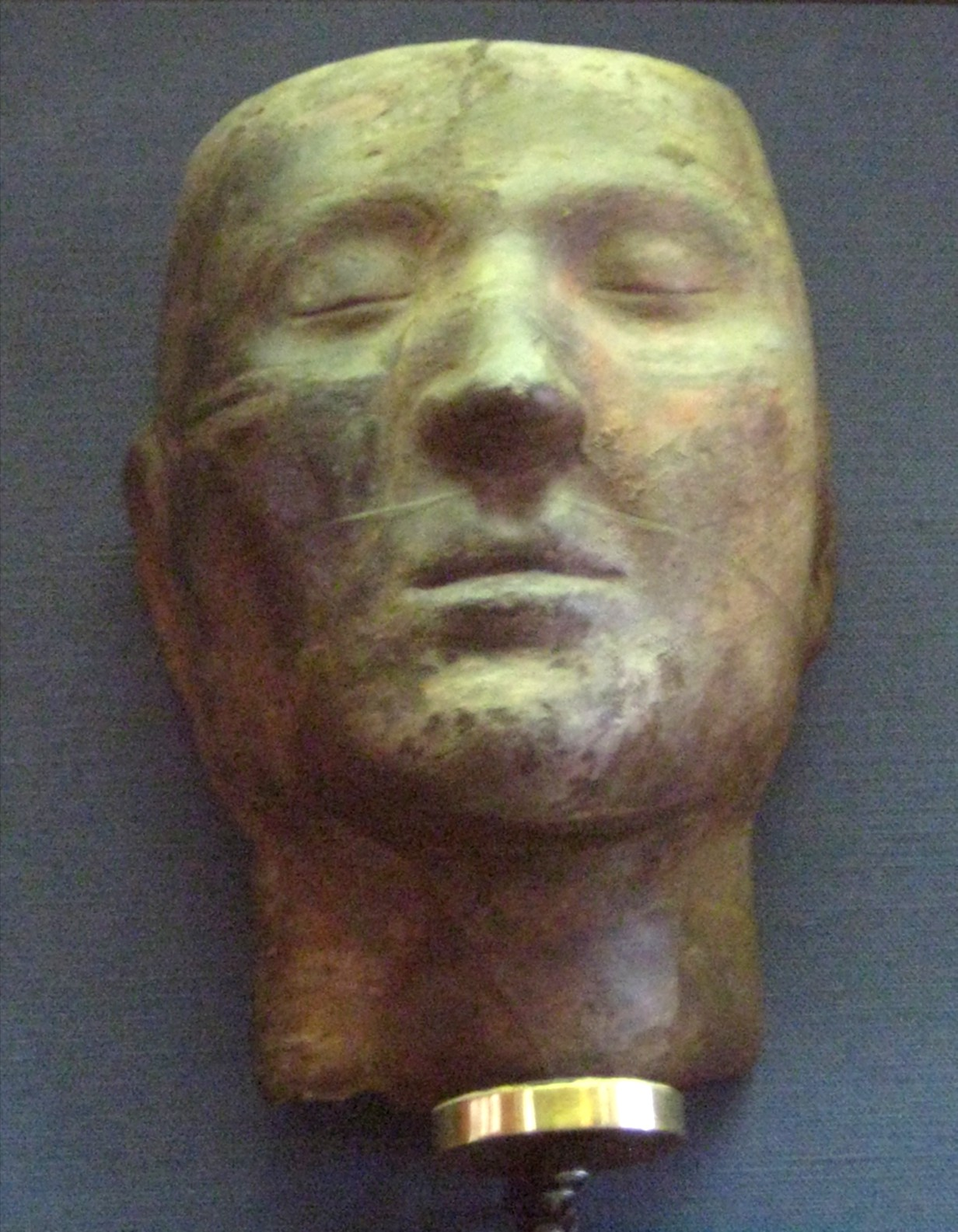
Masque funéraire de la culture Tashtyk, conservé au Musée historique d'État de Moscou

## Description
Des sites et collines fortifiées Tachtyk ont été trouvés dans toute la région du haut-Ienisseï, particulièrement dans la zone des monts Saïan. Leurs monuments les plus imposants sont les cryptes-tumuli. Ces dernières ont livré d'importantes quantités de vaisselle et d'ornements en argile et en métal. De plus, de nombreux pétroglyphes y ont été trouvées. Certaines de ces tombes contenaient des modèles en cuir de corps humains dont les têtes étaient enroulées dans du tissu et peintes en couleur vive. À l'intérieur des mannequins, des petits sacs de cuir, symbolisant probablement l'estomac, contenaient des os humains carbonisés. Des répliques, à l'échelle réduite, d'épée, de flèches et de carquois étaient placées à proximité. Les motifs animaliers de la culture de Tachtyk appartiennent au style Scytho-Altaïque, bien qu'ils soient également fortement influencés par le style chinois.

## Momies
Durant ses fouilles du cimetière Oglahty au sud de Minoussinsk, l'archéologue Leonid Kyzlasov découvrit plusieurs momies dont les masques funéraires en plâtre montraient des traits européens. Kyzlasov y trouva également des chapeaux de fourrure, habits de soies, et des chaussures intactes (aujourd'hui conservés au Musée de l'Ermitage, à Saint-Pétersbourg).

## Génétique
Lors d'une étude génétique des anciennes cultures sibériennes publiée en 2009, incluant les cultures d'Andronovo, du Karassouk, de Tagar et de Tachtyk, six échantillons d'individus appartenant à la culture de Tashtyk et venant de plusieurs régions ont été étudiés. L'ADN mitochondrial de ces individus a permis de déterminer leur haplogroupe : trois individus appartiennent aux haplogroupes d'Europe occidentale HV, H et T, les autres appartenant à l'haplogroupe nord-asiatique C et est-asiatique N9a. L'ADN-Y d'un individu a permis de déterminer qu'il appartenait à l'haplogroupe R1a1, ce qui représenterait l'extension la plus orientale des Indo-Européens.
Presque tous les individus étaient de type européen, tous ayant eu des yeux et cheveux clairs, à l'exception d'un individu.